# Сен-Кантен-де-Шале
Сен-Канте́н-де-Шале́ (фр. Saint-Quentin-de-Chalais) — коммуна во Франции, находится в регионе Пуату — Шаранта. Департамент — Шаранта. Входит в состав кантона Шале. Округ коммуны — Ангулем.
Код INSEE коммуны — 16346.
Коммуна расположена приблизительно в 440 км к юго-западу от Парижа, в 150 км южнее Пуатье, в 45 км к югу от Ангулема.

## История
В 1790—1801 годах коммуна носила название Сен Кантен (фр. Saint Quentin), с 1801 года — Сен-Кантен (фр. Saint-Quentin). Нынешнее название официального было введено в 1937 году.

## Население
Население коммуны на 2008 год составляло 274 человека.
| 1962 | 1968 | 1975 | 1982 | 1990 | 1999 | 2008 |
| ---- | ---- | ---- | ---- | ---- | ---- | ---- |
| 285  | 259  | 230  | 219  | 243  | 250  | 274  |

## Администрация
| Период | Период | Фамилия        | Партия       | Примечания |
| ------ | ------ | -------------- | ------------ | ---------- |
| 1959   | 1971   | Альбер Лавернь |              |            |
| 1971   | 1977   | Жан-Клод Роше  |              |            |
| 1977   | 1981   | Реймон Папилло |              |            |
| 1981   | 1995   | Ги Капдевиль   |              |            |
| 1995   | 2014   | Жоэль Папилло  | Разные левые |            |

## Экономика
В 2007 году среди 172 человек в трудоспособном возрасте (15—64 лет) 123 были экономически активными, 49 — неактивными (показатель активности — 71,5 %, в 1999 году было 65,1 %). Из 123 активных работали 116 человек (63 мужчины и 53 женщины), безработных было 7 (3 мужчины и 4 женщины). Среди 49 неактивных 14 человек были учениками или студентами, 16 — пенсионерами, 19 были неактивными по другим причинам.

## Достопримечательности
- Приходская церковь Сен-Кантен[фр.] (XII век). Как и многие другие церкви, построена на руинах более раннего здания. Исторический памятник с 1913 года[4]
  - Алтарь, дарохранительница, ступень (XVII век). Размеры дарохранительницы — 120×220×52 см, алтаря — 80×220×100 см. Исторический памятник с 2002 года[5]
- Источник Геризон. В 1970-х годах был местом ежегодного паломничества. Неподалёку была построена часовня.

## Фотогалерея

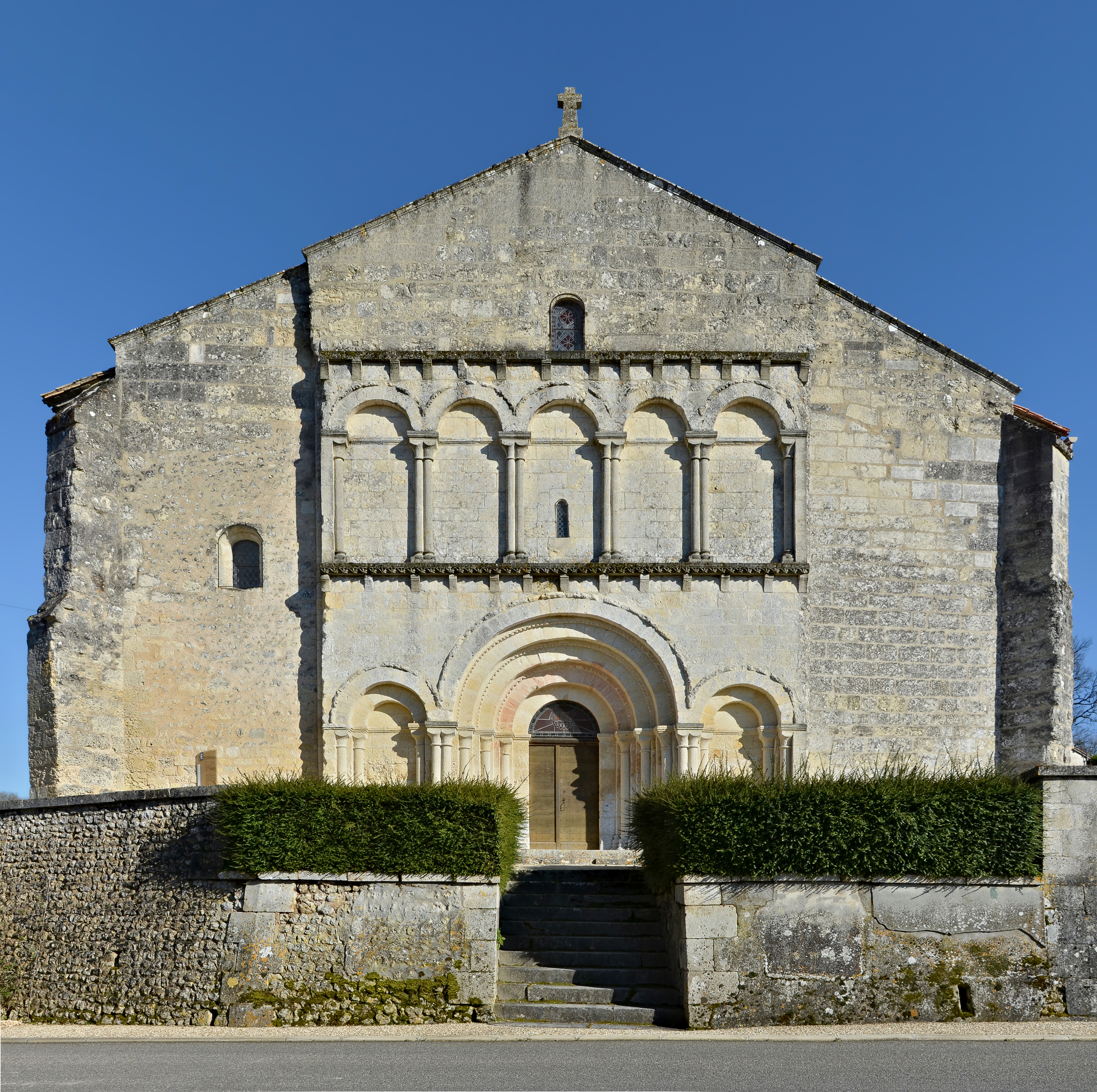
Церковь Сен-Кантен
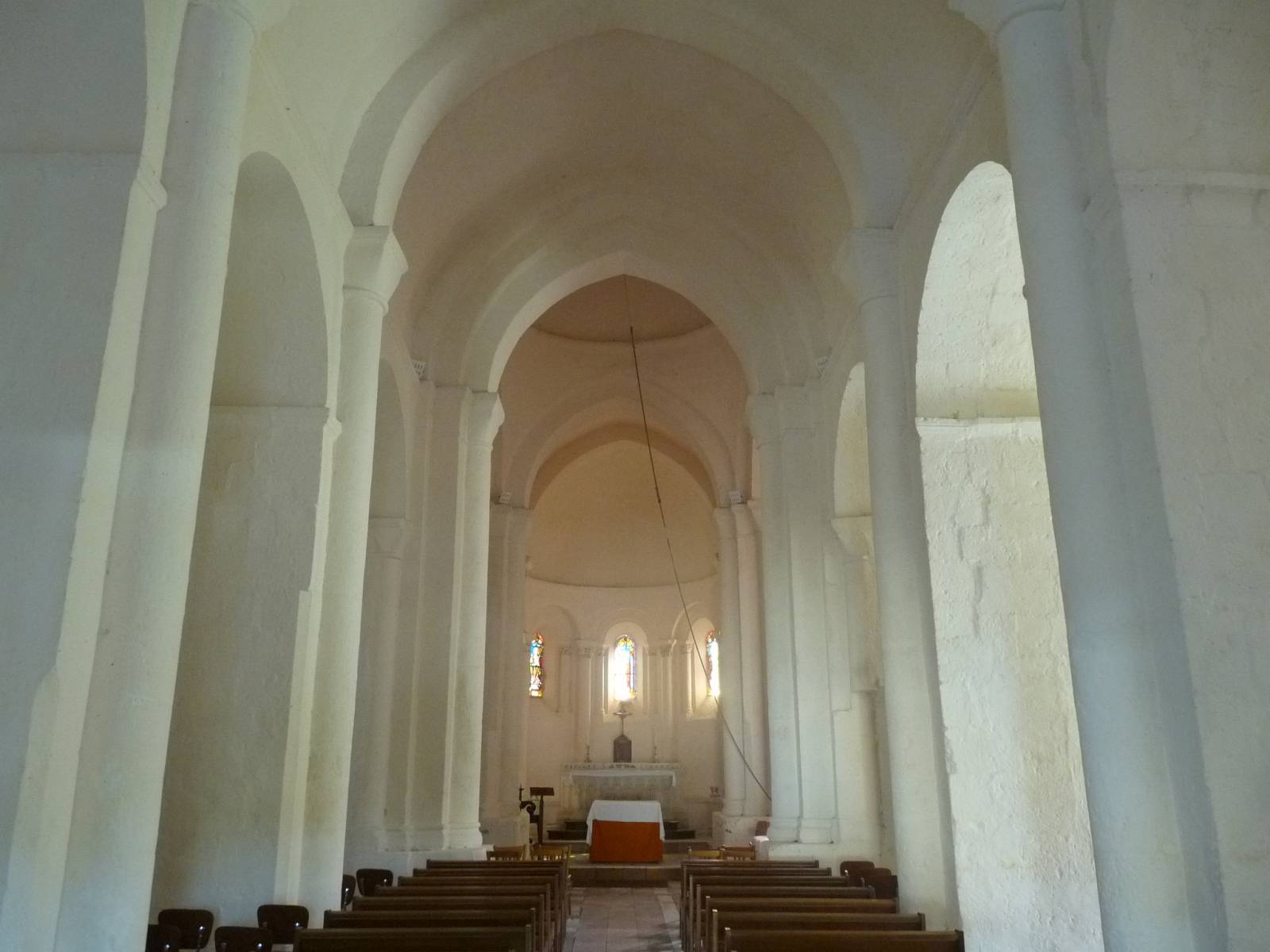
Интерьер церкви Сен-Кантен
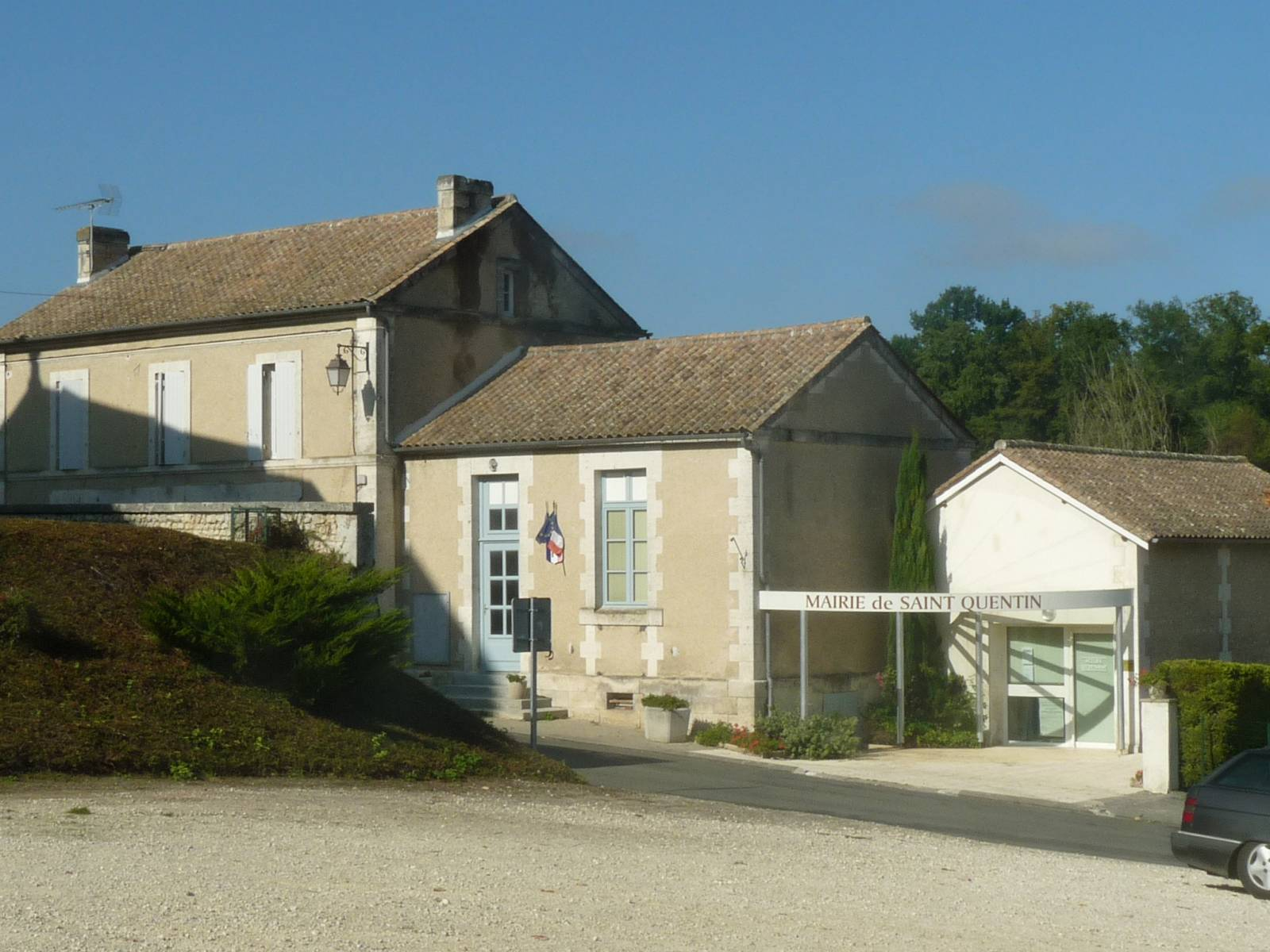
Мэрия